# Canal de Roanne à Digoin
Het Canal de Roanne à Digoin is een kanaal in centraal Frankrijk. Het werd geopend in 1838 gelijktijdig met het Canal latéral à la Loire waarvan het de verlenging naar het zuiden toe vormt. Het kanaal telt 10 sluizen en loopt over zijn hele lengte parallel aan de Loire. In Roanne loopt het dood in de havenkom die echter wel in verbinding staat met de onbevaarbare rivier om het kanaal van het nodige water te voorzien.